# شجاعت (فیلم ۲۰۰۸ هندی)
شجاعت (به هندی: Shaurya) فیلمی محصول سال ۲۰۰۸ و به کارگردانی ثمر خان است. در این فیلم بازیگرانی همچون کی کی منون، راهول بس، جاوید جعفری، دیپاک دوبریال، منیشا لامبا، سیما بیسواس، پاوان مالهوترا، پانکاج تریپاتی، شاهرخ خان و آمریتا رایو ایفای نقش کرده‌اند.